# 카파도키아
카파도키아(/kæpəˈdoʊʃəˌ -ˈdoʊkiə/; 튀르키예어: Kapadokya, 고대 그리스어: Καππαδοκία에서 유래)는 튀르키예 중앙아나톨리아 지역에 있는 지역이다. 주로 네브셰히르주, 카이세리주, 악사라이주, 키르셰히르주, 시바스주 및 니데주에 걸쳐 있다. 오늘날 관광지로 유명한 카파도키아 지역은 네브셰히르주에 위치한다.
헤로도토스에 따르면, 이오니아 반란(기원전 499년) 당시 카파도키아인들은 토로스산맥에서 에욱시누스(즉, 흑해) 인근까지의 지역을 점령하고 있었다. 이러한 의미에서 카파도키아는 남쪽으로는 킬리키아와 분리하는 산맥에, 동쪽으로는 유프라테스강 상류에, 북쪽으로는 폰토스, 서쪽으로는 리카오니아와 동부 갈라티아에 접해 있었다.
역사적으로 기독교 자료에서 전통적으로 사용되어 온 이 이름은 오늘날에도 국제적인 튀르키예의 관광 개념으로 사용되며, 특히 요정 굴뚝으로 특징지어지는 특별한 자연 경관을 지칭한다. 또한, 초기 기독교 학습의 중심지로서의 종교적 유산이 있으며, 이는 수백 개의 교회와 수도원(괴레메의 교회와 으흘랄라 등)과 기독교 박해 시기에 보호를 위해 파인 지하도시들을 통해 입증된다.

## 어원

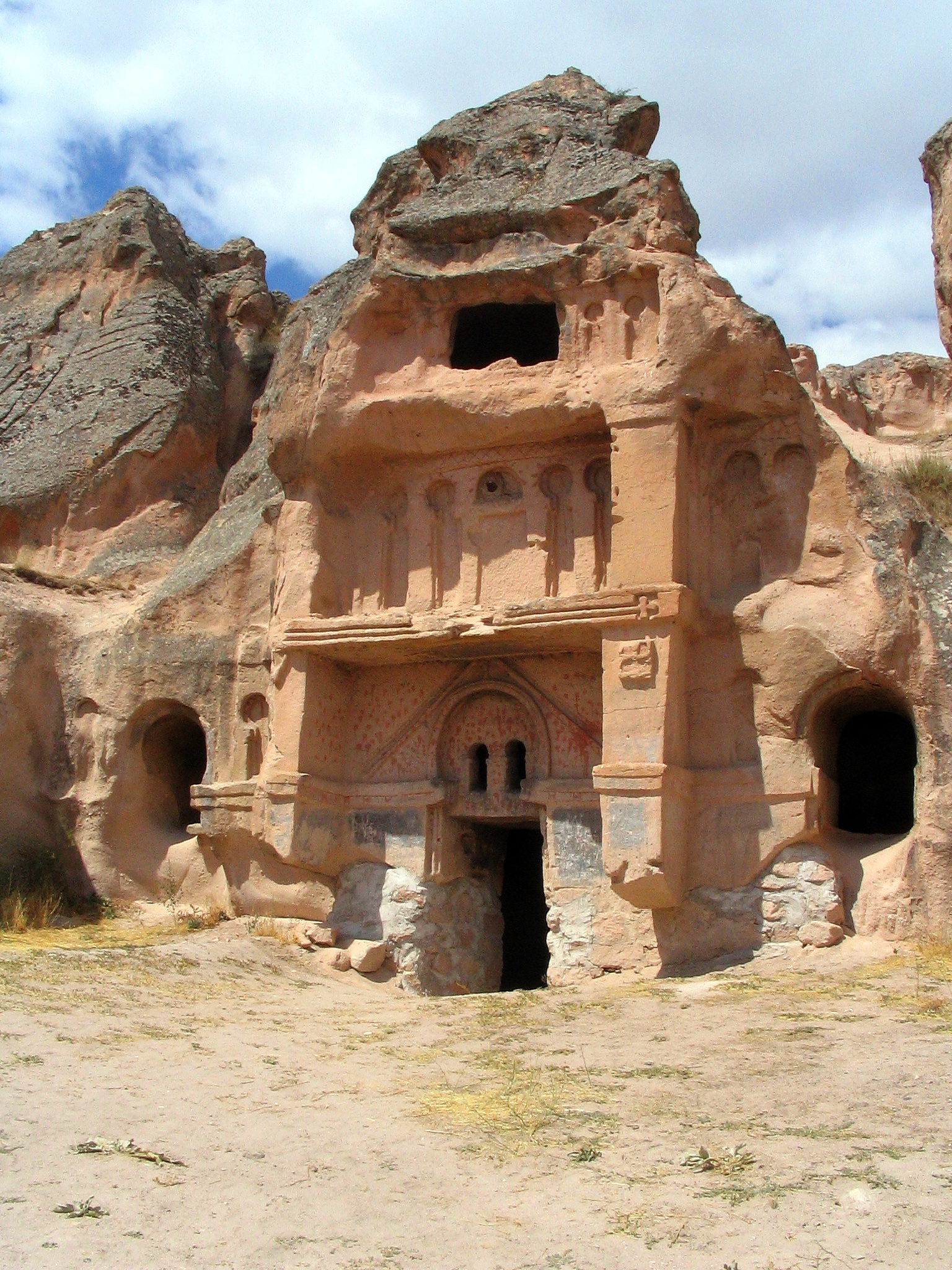
귈셰히르, 카파도키아 계곡 벽에 새겨진 고대 아칙사라이 교회(문자적으로는 "열린 궁전"이라는 의미)의 파사드.

카파도키아(튀르키예어: Kapadokya; 고대 그리스어: Καππαδοκία, 고대 시리아어: ܩܦܘܕܩܝܐ Kəp̄uḏoqyā, 고대 페르시아어: 𐎣𐎫𐎱𐎬𐎢𐎣 카트파투카; 히타이트어: 𒅗𒋫𒁉𒁕 카타페다; 아르메니아어: Կապադովկիա,  카파돕키아)라는 이름의 가장 이른 기록은 기원전 6세기 후반으로 거슬러 올라가며, 아케메네스 제국 초기의 다리우스 1세와 크세르크세스 1세때 작성된 삼국어 비문에서 국가(고대 페르시아어 dahyu-) 중 하나로 등장한다. 이 국가 목록에서 고대 페르시아어 이름은 '카트파투카'이다. 카트파투카는 "낮은 나라"를 의미하는 루위아어에서 유래했을 것이라는 제안이 있었다.
이후의 연구에 따르면 '아래, 아래쪽으로'를 의미하는 부사 '카타(katta)'는 오직 히타이트어에만 존재하며, 그에 해당하는 루위아어는 '잔타(zanta)'이다. 따라서 이 제안의 최근 수정안은 히타이트어 '카타 페다(katta peda-)'(문자적으로 "아래 장소")를 지명 카파도키아의 발달을 위한 출발점으로 삼고 있다.
"좋은 말의 땅"을 의미하는 이란어 Hu-apa-dahyu에서 유래했다는 이전의 해석은 '카트-파투카'의 음성적 형태와 조화를 이루기 어렵다. 과거에는 여러 다른 어원도 제안되었다.
헤로도토스는 카파도키아인이라는 이름이 페르시아인들에 의해 그들에게 부여된 것이라고 썼고, 반면 고대 그리스인들은 그들을 "백시리아인"(Leucosyri)이라고 불렀는데, 이들은 아마도 히타이트의 후손이었을 것이다. 그가 언급한 카파도키아 부족 중 하나는 모쇼이이며, 플라비우스 요세푸스는 이를 야벳의 아들인 성경의 메섹과 연관시켰다: "모소케니는 모소크에 의해 세워졌는데, 지금 그들은 카파도키아인이다."I:6.

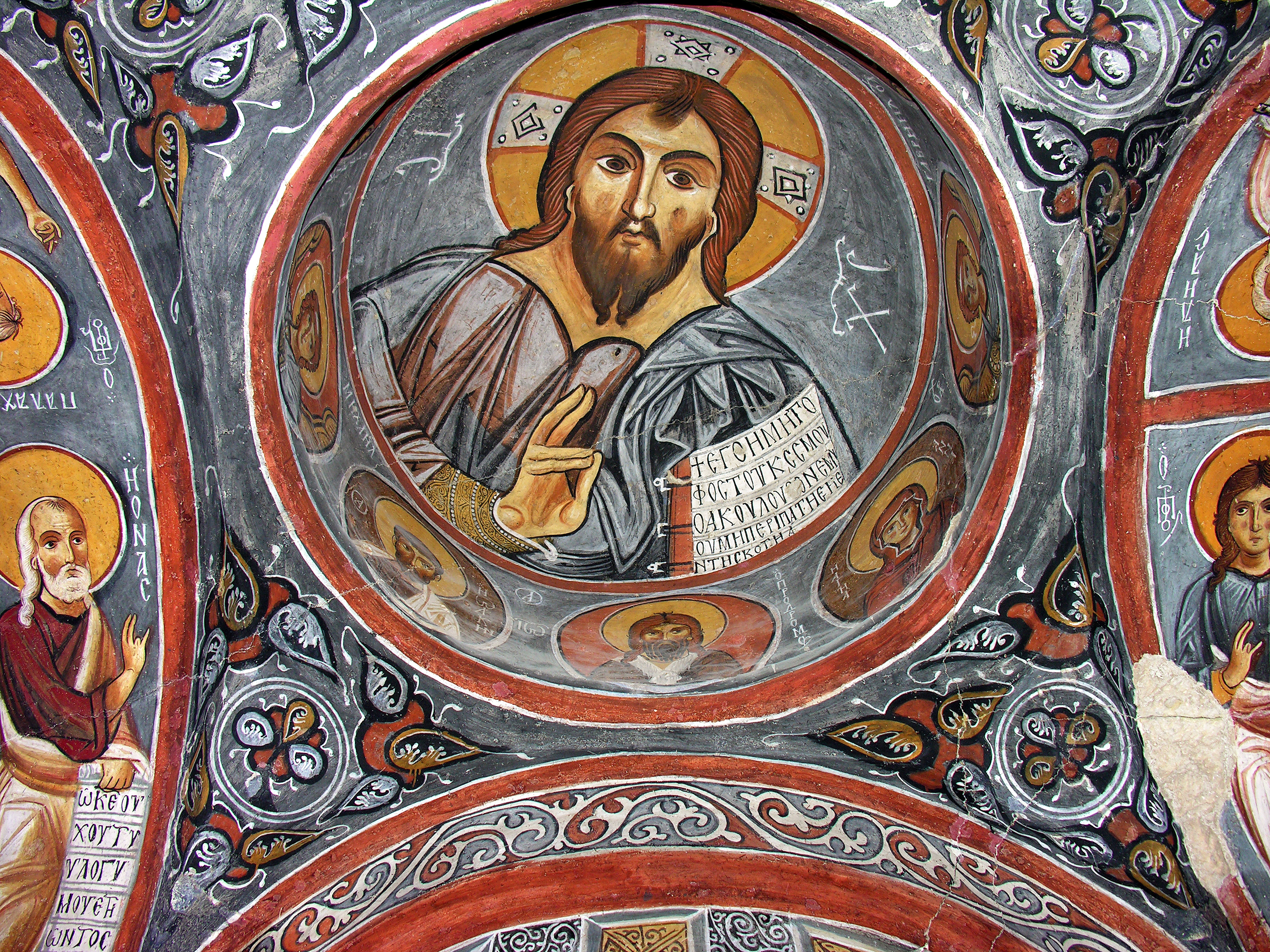
카란릭 킬리세의 천장에 그려진 전능자 그리스도 프레스코화 괴레메의 교회.

카파도키아는 성경의 사도행전 Acts 2:9에 기록되어 있다. 카파도키아인들은 예수 그리스도의 부활 직후 오순절에 갈릴래아인들이 자기들의 언어로 복음서를 전하는 것을 들은 집단 중 하나로 언급되어 있다("파르티아인, 메디아인, 엘람인, 메소포타미아, 유대, 카파도키아, 폰투스, 아시아 거주자들"). Acts 2:5에는 "그때 예루살렘에는 천하 각국에서 온 경건한 유대인들이 머물고 있었는데"라고 기록되어 있어, 일부 카파도키아인들이 유대인이거나 당시 예루살렘에 거주하던 유대인 디아스포라의 일부였음을 시사한다.
이 지역은 유대교 미슈나의 케투보트 13:11과 탈무드의 여러 곳, 예를 들어 예바모트 121a, 훌린 47b 등에서도 언급된다.
후기 페르시아 제국의 왕들 아래에서 카파도키아인들은 두 개의 사트라피, 즉 정부로 나뉘었는데, 하나는 중앙 내륙 지역을 포함하고 그리스 지리학자들에 의해 계속해서 카파도키아라는 이름이 적용되었고, 다른 하나는 폰투스라고 불렸다. 이러한 분할은 이미 크세노폰 시대 이전에 이루어졌다. 페르시아 정부가 멸망한 후에도 두 지방은 계속 분리되어 있었고, 이 구분은 영구화되어 카파도키아라는 이름은 내륙 지방(때로는 대 카파도키아라고도 불림)으로 제한되었으며, 이 글에서는 이 내륙 지방만을 다룰 것이다.
스트라본( 기원전 64년 – c. 기원후 24년c.) 시대에도 카파도키아 왕국은 명목상 독립 국가로 존재했다. 킬리키아는 전국 수도인 카이사레아가 위치한 지역의 이름이었다. 스트라본이 카파도키아에 합당하다고 여긴 두 도시만은 카이사레아(원래 마자카로 알려짐)와 토로스산맥 기슭에서 멀지 않은 티아나였다.

## 지리와 기후

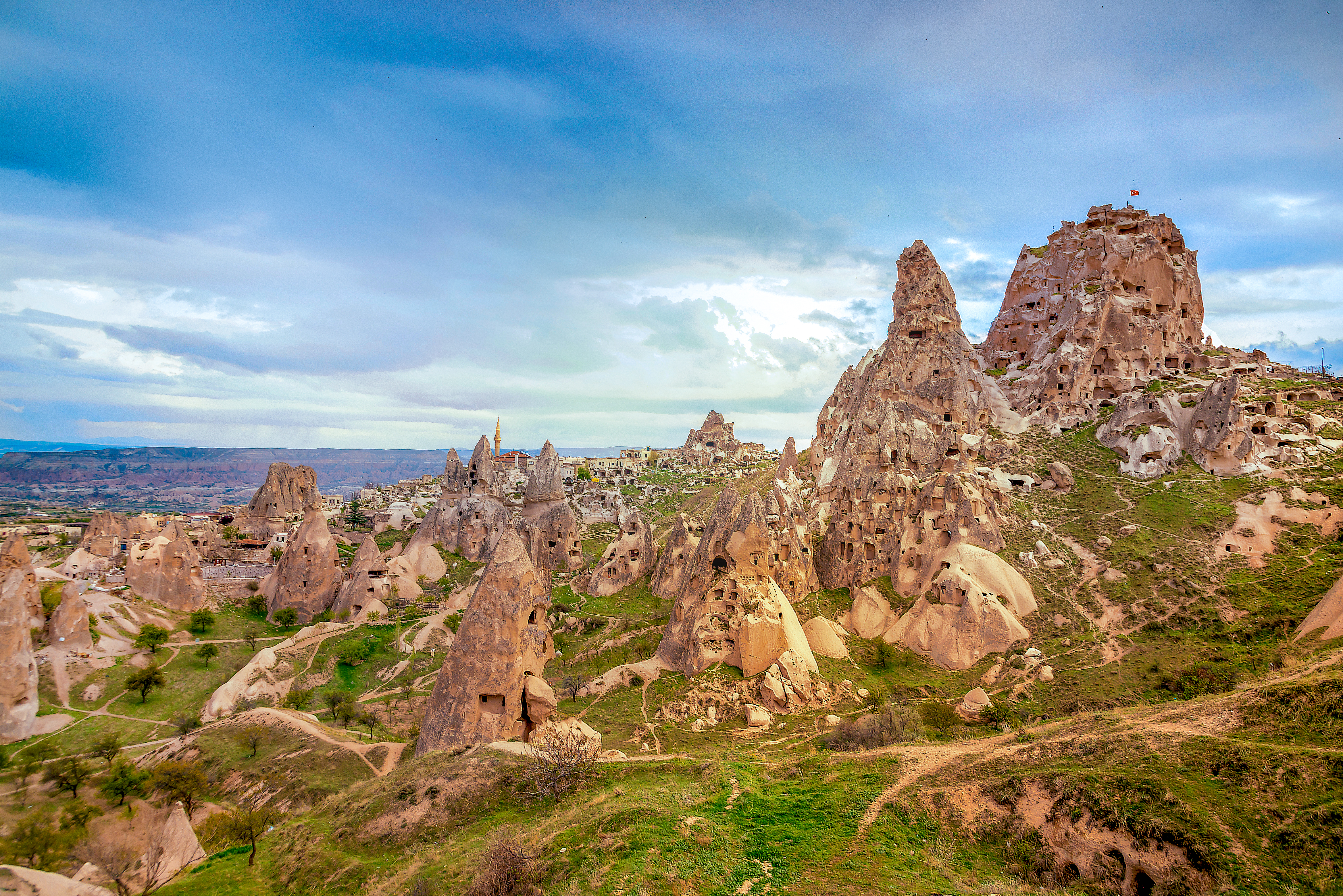
카파도키아 위치사르의 요정 굴뚝.

카파도키아는 아나톨리아 동부, 오늘날 튀르키예의 중심부에 위치한다. 지형은 해발 1000m 이상의 고원 지대로 이루어져 있으며, 화산 봉우리들이 솟아 있다. 카이세리(고대 카이사레아) 근처의 에르지예스산(고대 아르가에우스)이 3916m로 가장 높다. 역사적 카파도키아의 경계는 특히 서쪽으로는 불분명하다. 남쪽으로는 토로스산맥이 킬리키아와의 경계를 이루며 카파도키아를 지중해와 분리한다. 서쪽으로는 남서쪽의 리카오니아와 북서쪽의 갈라티아 역사 지역과 접해 있다. 내륙 위치와 높은 고도 때문에 카파도키아는 덥고 건조한 여름과 춥고 눈이 오는 겨울이 있는 뚜렷한 대륙성 기후를 보인다. 강수량은 희박하며 이 지역은 대체로 반건조 기후이다.
카파도키아에는 사루스강과 피라무스강의 상류 지류와 키질이르마크강의 중류, 그리고 나중에 토크마 수라고 불린 유프라테스강 지류 전체가 포함되어 있었다. 그러나 이 강들 중 어느 하나도 항해가 가능하거나 그 연안 토지를 비옥하게 하는 데 도움이 되지 않았기 때문에, 이 지방의 역사에서는 큰 중요성을 갖지 못했다.

## 지질학
마이오세 시대의 이그님브라이트가 이 지역에 존재한다.

### IUGS 지질 유산지
‘융기 및 침식으로 형성된 ‘요정 굴뚝’ 발달과 함께 플루비오-호수 퇴적층에 있는 방대한 분출 퇴적물’을 기념하여, 국제지질과학연합(IUGS)은 2022년 10월에 발표된 목록에서 전 세계 ‘지질 유산지’ 100곳 중 ‘마이오세 카파도키아 이그님브라이트 지층’을 포함시켰다. 이 조직은 IUGS 지질 유산지를 ‘국제적으로 과학적 중요성을 가지는 지질 요소 및 과정을 가진 핵심 장소로, 참고 자료로 사용되거나, 역사를 통해 지질 과학 발전에 상당한 기여를 한 곳’으로 정의한다.

## 역사

### 고대사
카파도키아는 청동기 시대 후기에 하티로 알려져 있었고, 하투샤를 중심으로 한 히타이트 세력의 본거지였다. 히타이트 제국 멸망 후, 기원전 6세기 리디아 왕 크로이소스에게 패배하여 시리아-카파도키아인(무시키)이 쇠퇴하면서 카파도키아는 일종의 봉건 귀족에 의해 통치되었다. 이 귀족들은 강력한 성에 거주하며 농민들을 예속 상태에 두었고, 이는 나중에 그들을 외국 노예로 만들기에 적합하게 만들었다. 카파도키아는 다리우스 1세가 정한 페르시아의 세 번째 사트라프에 포함되었지만, 자체 통치자들에 의해 계속 통치되었으며, 이들 중 누구도 전체 국가에 대한 최고 권력을 가지지 못했고 모두 대왕에게 다소간 조공을 바쳤다.

### 카파도키아 왕국
페르시아 제국이 멸망한 후, 알렉산드로스 대왕은 그의 군사 지휘관 중 한 명을 통해 이 지역을 통치하려 했다. 그러나 이전 이 지역의 사트라프였던 아리아라테스는 스스로를 카파도키아의 왕으로 선언했다. 아리아라테스 1세(기원전 332년~322년)로서 그는 성공적인 통치자였으며, 카파도키아 왕국의 국경을 흑해까지 확장했다. 카파도키아 왕국은 알렉산드로스의 죽음까지 평화를 누렸다. 이후 이전 제국은 여러 부분으로 나뉘었고, 카파도키아는 에우메네스에게 돌아갔다. 그의 주장은 기원전 322년 섭정 페르디카스에 의해 확정되었고, 페르디카스는 아리아라테스를 십자가형에 처했지만, 에우메네스의 죽음을 초래한 분쟁 속에서 아리아라테스 1세의 양아들인 아리아라테스 2세가 상속권을 되찾아 왕조의 창건자 이름을 따르는 후계자들에게 물려주었다.
카파도키아 왕국에 정착한 페르시아인들은 본국 이란의 동족들과 단절된 채 조로아스터교를 계속 실천했다. 기원전 1세기 그들을 관찰했던 스트라본은 그 "불 지피는 자들"이 많은 "페르시아 신들의 성소"와 배화신전을 소유하고 있었다고 기록한다(XV.3.15). 스트라본은 또한 "주목할 만한 구역들이 있었고, 그 중앙에는 많은 양의 재가 쌓여 있고 마기들이 불을 항상 피워 두는 제단이 있었다"고 전한다. 아우구스투스(r. 기원전 27년 – 기원후 14년) 시대에 아케메네스 페르시아 제국 멸망 약 300년 후에 글을 쓴 스트라본에 따르면, 서부 소아시아에는 페르시아인의 흔적만 남아 있었지만, 그는 카파도키아를 "거의 살아있는 페르시아의 일부"라고 여겼다.
카파도키아의 아리아라테스 4세 치하에서 카파도키아는 로마 공화국과 관계를 맺게 되었는데, 처음에는 안티오코스 3세 메가스의 대의를 지지하는 적으로, 그 다음에는 페르세우스에 대항하는 동맹으로 나섰다. 이후 왕들은 셀레우코스 제국에 맞서 공화국 편에 섰고, 이들은 때때로 공화국에 조공을 바쳤다. 카파도키아의 아리아라테스 5세는 로마 프로콘술 푸블리우스 리키니우스 크라수스 디베스 무키아누스와 함께 페르가몬 왕국의 왕위 주장자 아리스토니쿠스에 맞서 싸웠고, 그들의 병력은 전멸했다(기원전 130년). 그의 죽음 이후의 복잡한 상황은 결국 폰투스의 신흥 세력의 간섭과 왕조의 실패로 끝난 음모와 전쟁으로 이어졌다.

### 로마 및 초기 기독교 시대

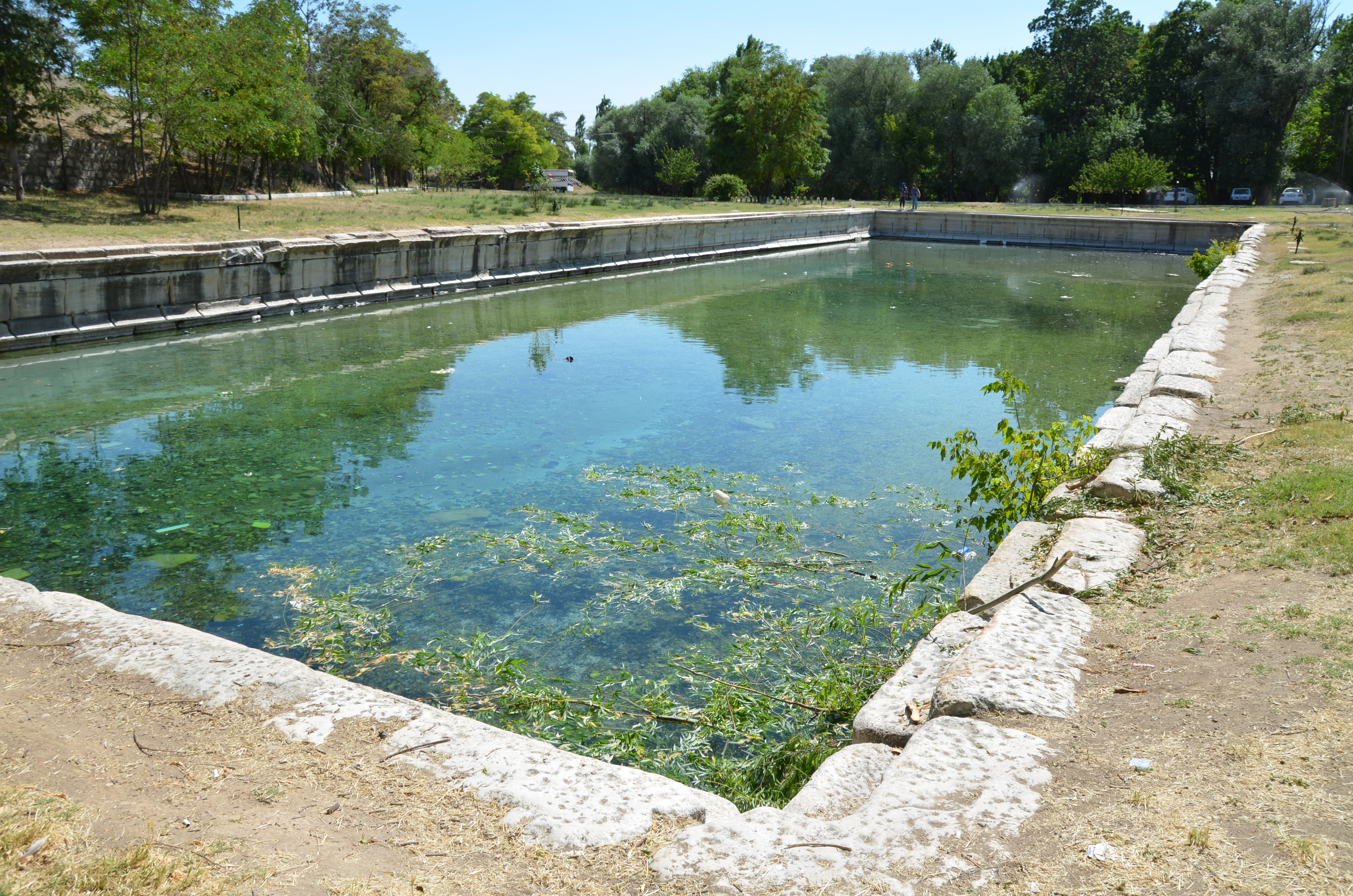
카파도키아 티아나의 고대 도시

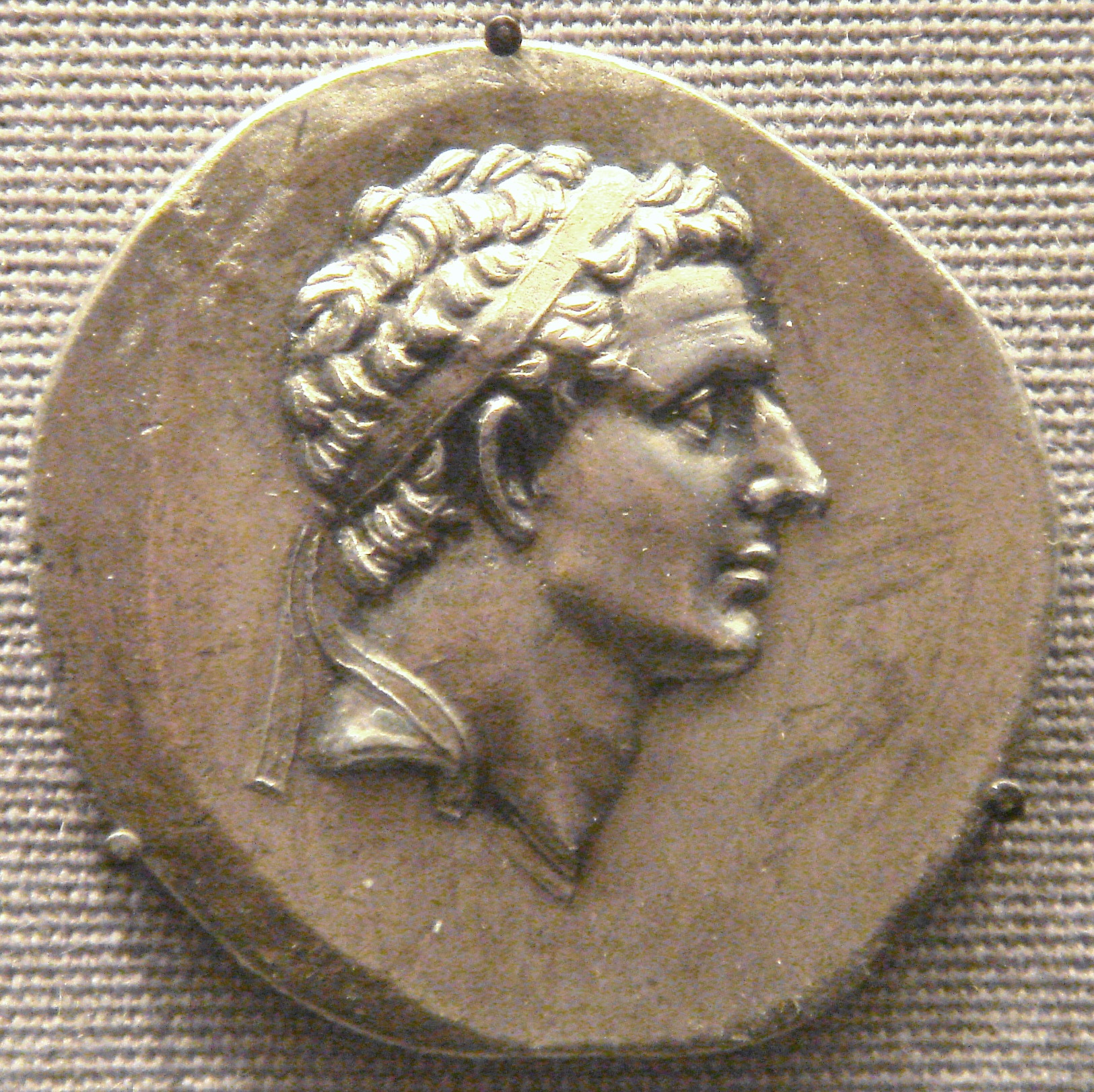
카파도키아의 오로페르네스 왕.

폰투스의 미트리다테스 6세에 대항하여 로마의 지원을 받은 카파도키아인들은 아리오바르자네스라는 토착 영주를 후계자로 선출했다(기원전 93년). 그러나 같은 해에 티그라네스 2세가 이끄는 고대 아르메니아 왕국 군대가 카파도키아에 진입하여 아리오바르자네스 왕을 폐위시키고 고르디오스를 카파도키아의 새로운 종속왕으로 옹립하여 침입하는 로마인들에 대한 완충 지대를 만들었다. 로마가 폰투스와 아르메니아 왕들을 폐위시킨 후에야 아리오바르자네스의 통치가 확립되었다(기원전 63년). 내전에서 카파도키아는 처음에는 폼페이우스 편에, 그 다음에는 카이사르 편에, 그 다음에는 안토니우스 편에, 그리고 마침내 옥타비아누스 편에 섰다. 아리오바르자네스 왕조는 끝이 났고, 카파도키아의 귀족 아르켈라오스가 처음에는 안토니우스, 그 다음에는 옥타비아누스의 호의로 왕위에 올랐고, 그가 노하게 한 티베리우스 황제가 그를 로마로 소환하여 카파도키아를 로마 속주로 격하시킨 기원후 17년까지 조공을 바치는 독립을 유지했다.
서기 70년, 베스파시아누스는 소아르메니아를 카파도키아에 합병하고, 합병된 속주를 변경 요새로 만들었다. 이 지역은 다양한 속주 재편성에도 불구하고 수세기 동안 동로마 제국의 일부로 남아 있었다. 314년에 카파도키아는 로마 제국에서 가장 큰 속주였으며, 폰투스 교구의 일부였다. 371년에는 카파도키아 속주의 서부가 카이사레아(현대의 카이세리)를 수도로 하는 카파도키아 프리마와 티아나를 수도로 하는 카파도키아 세쿤다로 나뉘었다. 386년에는 카이사레아 동쪽 지역이 아르메니아 세쿤다의 일부가 되었고, 북동부는 아르메니아 프리마의 일부가 되었다. 카파도키아는 주로 로마 황제나 부유한 지역 가문이 소유한 대규모 영지로 구성되어 있었다. 카파도키아 속주들은 4세기 후반에 로마인들이 사산 제국과 메소포타미아 및 "유프라테스강 너머의 아르메니아" 통제권을 놓고 갈등하면서 더욱 중요해졌다. 로마 시대에 접어든 카파도키아는 여전히 상당한 이란적인 특성을 유지하고 있었다. 스티븐 미첼은 "카파도키아의 많은 주민들이 페르시아인 혈통이었고 이란의 불 숭배는 465년까지도 기록되어 있다"고 언급하며, 이 지역에는 고대부터 상당한 아르메니아인 인구가 있었다. 대부분의 비잔틴 시대 동안 이 지역은 사산 제국과의 분쟁으로 비교적 평온했지만, 610년대와 620년대의 페르시아 전쟁은 카파도키아를 1세기 이래 처음으로 전선으로 만들었다.
기독교의 정확한 도착 날짜는 불확실하지만, 늦어도 3세기부터는 사회에 확고히 자리 잡았고 교회가 완전히 발전했다. 4세기의 카파도키아 교부들은 초기 기독교 철학의 많은 부분에 통합되었다. 또한 이 지역에서는 콘스탄티노폴리스 세계 총대주교였던 카파도키아의 요한(517년에서 520년)과 여성 수도원주의의 초기 옹호자였던 소 마크리나 등이 배출되었다. 이 지역은 368년에 나지안조스의 그레고리오스가 "기억되는 가장 심한 기근"이라고 묘사한 기근을 겪었다.

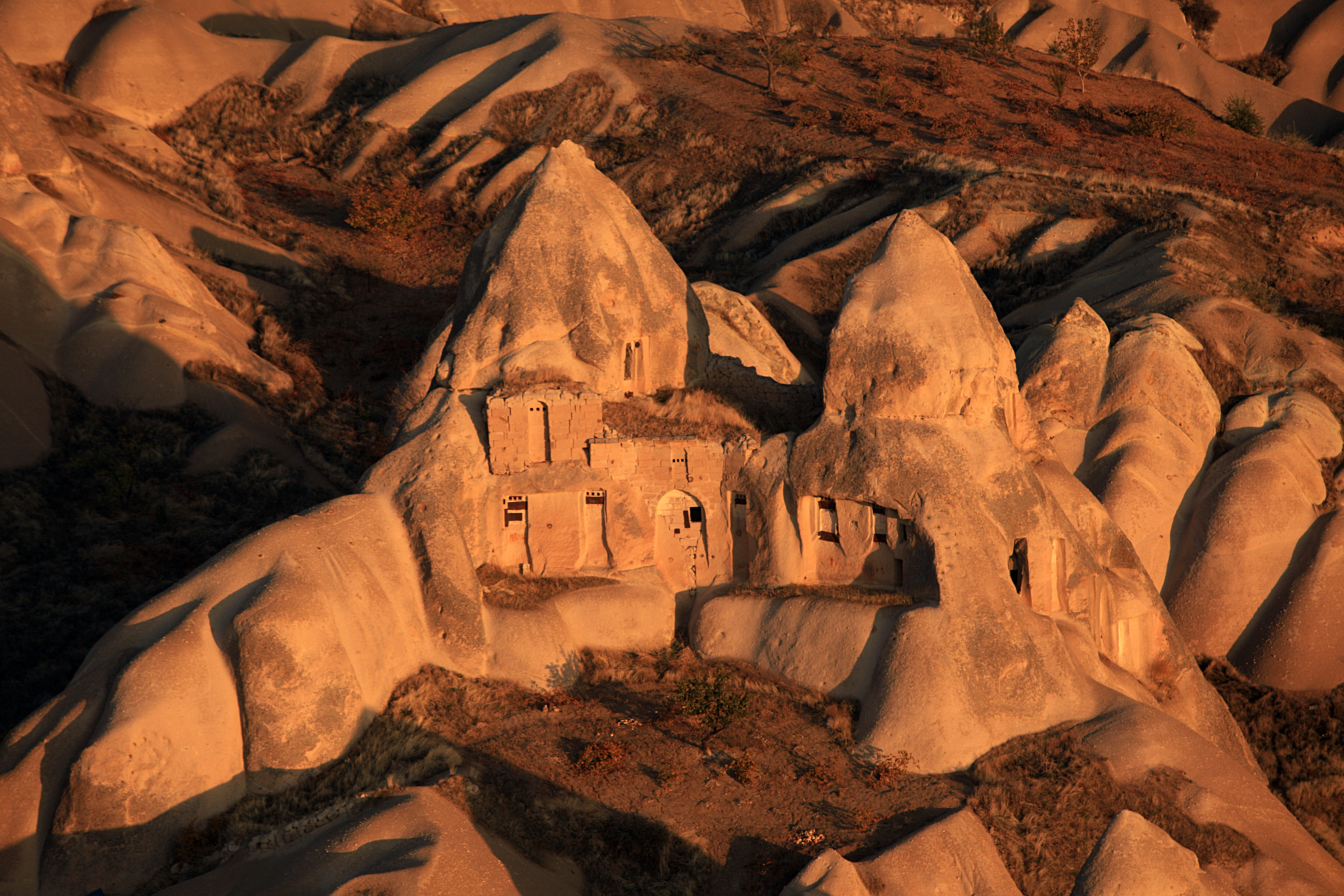
카파도키아의 초기 기독교 은둔지.

도시는 곤경에 처했고, 도움의 원천은 없었다 [...] 그러한 곤경에서 가장 어려운 부분은 물품을 가진 자들의 무감각과 끝없는 탐욕이다 [...] 곡물을 사고파는 자들도 그러하다 [...] 바실리오스의 말과 조언으로 [...] 물품을 가진 자들의 창고를 열었고, 그리하여 성경에 따라 굶주린 자들에게 음식을 나누어주고 가난한 자들을 빵으로 만족시켰다 [...] 그는 기근의 희생자들을 모아 [...] 기근을 덜어줄 온갖 종류의 음식을 모아, 그들 앞에 국물 그릇과 우리 가운데 보존된 고기를 놓았고, 가난한 자들이 그것으로 살았다 [...] 그런 우리의 젊은 곡물 공급자이자 두 번째 요셉 [...] [그러나 요셉과 달리 바실리오스의] 봉사는 무상이었고, 그의 기근 구호는 이윤을 얻지 않았으며, 오직 하나의 목적, 친절한 대우로 호의적인 감정을 얻고, 곡물 배급으로 하늘의 축복을 얻는 것이었다.
이는 니사의 그레고리오스의 또 다른 기록과 유사한데, 케사리아의 바실리오스는 "사제가 되기 전에도 그의 가산을 아낌없이 가난한 자들에게 썼으며, 특히 기근 시기에는 [바실리오스]가 여전히 장로 직급의 사제였음에도 교회의 통치자였고, 그 후에도 자신에게 남은 것을 전혀 쌓아두지 않았다"는 내용이다. 바실리오스는 또한 카이사레아 근처에 병자들을 위한 호스피스, 교회, 여행자들을 위한 숙소, 의사와 간호사를 위한 시설을 갖춘 거대한 단지인 바실레이아스를 건설한 것으로도 유명하다.

### 비잔틴 시대

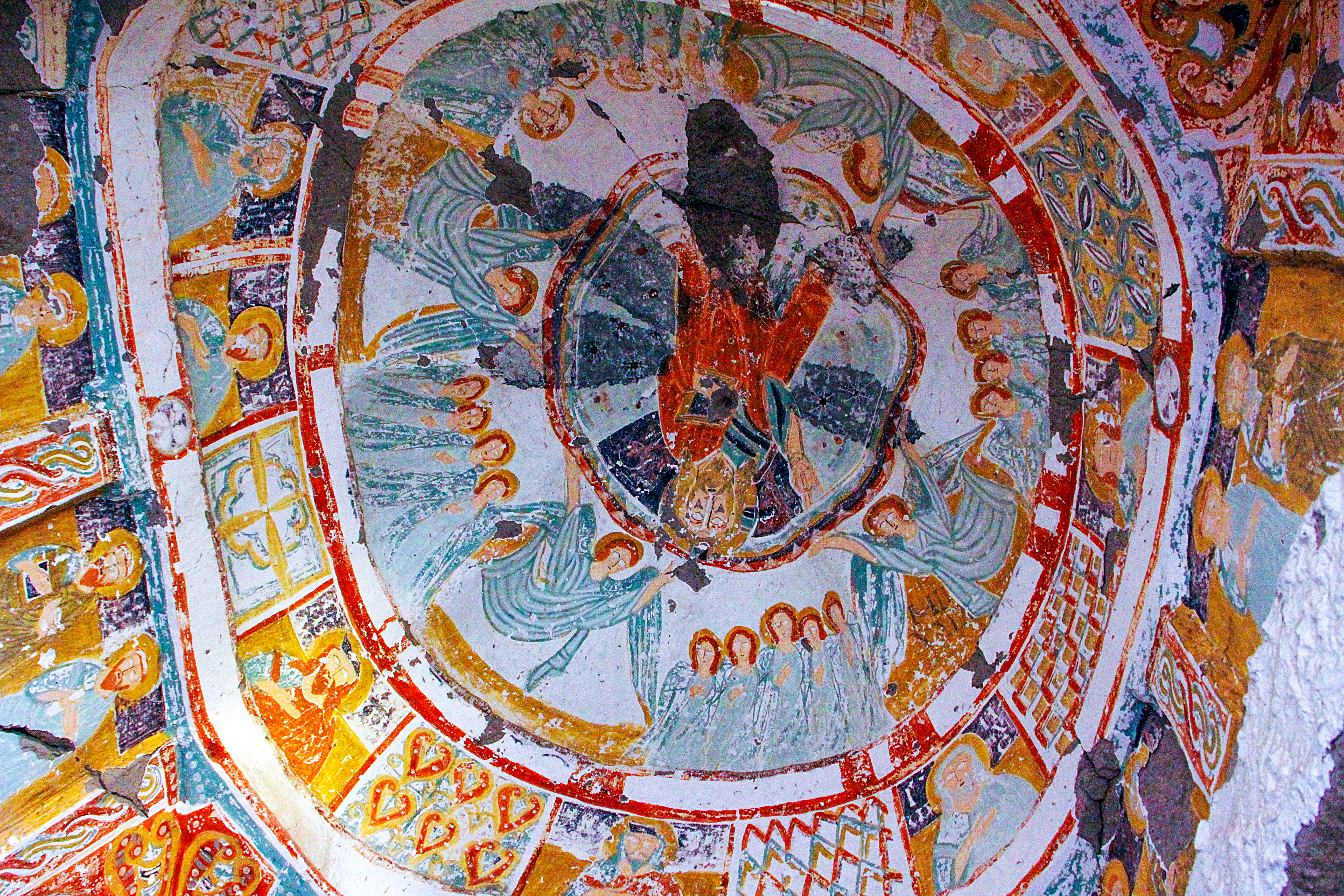
으흘랄라 계곡 다니엘 판토나사 교회 천장 프레스코화.

7세기 중반 무슬림 아랍 군대의 도착은 동부 속주의 시민 및 군사 질서의 붕괴와 막대한 인구 이동을 초래했다. 카파도키아는 비잔티움 제국의 국경 지역이 되었고, 칼리프국의 잦은 습격을 받았다. 7세기부터 카파도키아는 테마 아나톨리콘과 테마 아르메니아콘 테마로 나뉘었다. 카이사레아(카이세리)와 멜리테네 사이의 국경 지대는 무인지대가 되어, 아크리타이와 가지를아가 서로 싸웠고, 이는 서사시 디게니스 아크리타스에 기록되어 있다. 매년 이루어지는 급습과 대규모 군사 작전으로 이루어진 전쟁은 도시와 마을에, 특히 아랍군의 선호하는 진격로에 막대한 피해를 입혔다.

7세기에서 10세기 사이, 카파도키아는 비잔틴 제국의 국경 지역이었다

카파도키아에는 여러 지하도시(카이마클리 지하도시 참조)가 있는데, 그중 상당수는 아랍군의 습격과 기독교 박해 시기에 보호를 제공하기 위해 기독교인들이 파놓은 것이다. 이 지하도시들은 여러 층에 걸쳐 함정으로 이루어진 방대한 방어망을 가지고 있다. 이 함정들은 문을 막는 큰 둥근 돌이나 방어자들이 창을 떨어뜨릴 수 있는 천장의 구멍 등 매우 독창적인 장치들을 포함한다.
암흑 시대부터 중기 비잔틴 시대에 걸쳐 아르메니아인들은 부분적으로 제국 정책에 따라 상당한 수로 카파도키아로 이주했다. 아부 알 파라지는 10세기에 세바스테이아에 정착한 아르메니아인들에 대해 다음과 같이 주장한다.

그들 [아르메니아인들]은 카파도키아의 세바스테 (현재 시와스) 지역에 배정되었다. 그들의 수는 제국 군대의 귀중한 보조병이 될 정도로 늘어났다. 그들은 아랍인들로부터 탈환된 요새 (아마도 멤베드지, 돌루크 등)를 수비하는 데 사용되었다. 그들은 모든 전쟁에서 바실레우스 군대의 훌륭한 보병을 형성하며, 로마인들과 함께 용기와 성공으로 끊임없이 싸웠다.

비잔틴의 동방 재정복과 대 셀주크 제국의 아르메니아 침공의 결과로, 아르메니아인들은 카파도키아와 킬리키아에서 동쪽으로 시리아 북부와 메소포타미아의 산악 지역으로 퍼져나갔고, 마침내 킬리키아 아르메니아 왕국이 형성되었다. 이러한 이주는 지역 제국 권력의 쇠퇴와 제4차 십자군 이후 십자군 국가의 수립로 인해 더욱 증가했다. 십자군에게 카파도키아는 그곳에 정착한 많은 아르메니아인들로 인해 테라 헤르메니오룸(아르메니아인의 땅)이었다.
9세기부터 11세기까지 이 지역은 이름이 같은 도시를 수도로 하는 차르시아논 테마와 카파도키아 테마로 구성되어 있었는데, 카파도키아 테마는 처음에는 니사에 수도를 두었다가 838년 아랍인들에 의해 니사가 약탈된 후 코론으로 옮겼다. 10세기 중반에는 노맨즈 랜드의 상당 부분이 재정착되면서 특히 라리사, 자만도스 및 리칸도스 주변 지역이 재편성되었다. 비잔틴의 동방 재정복이 끝나자 카파도키아는 다시 국경에서 벗어나 11세기에는 점차 비무장화된 지역이 되었다.

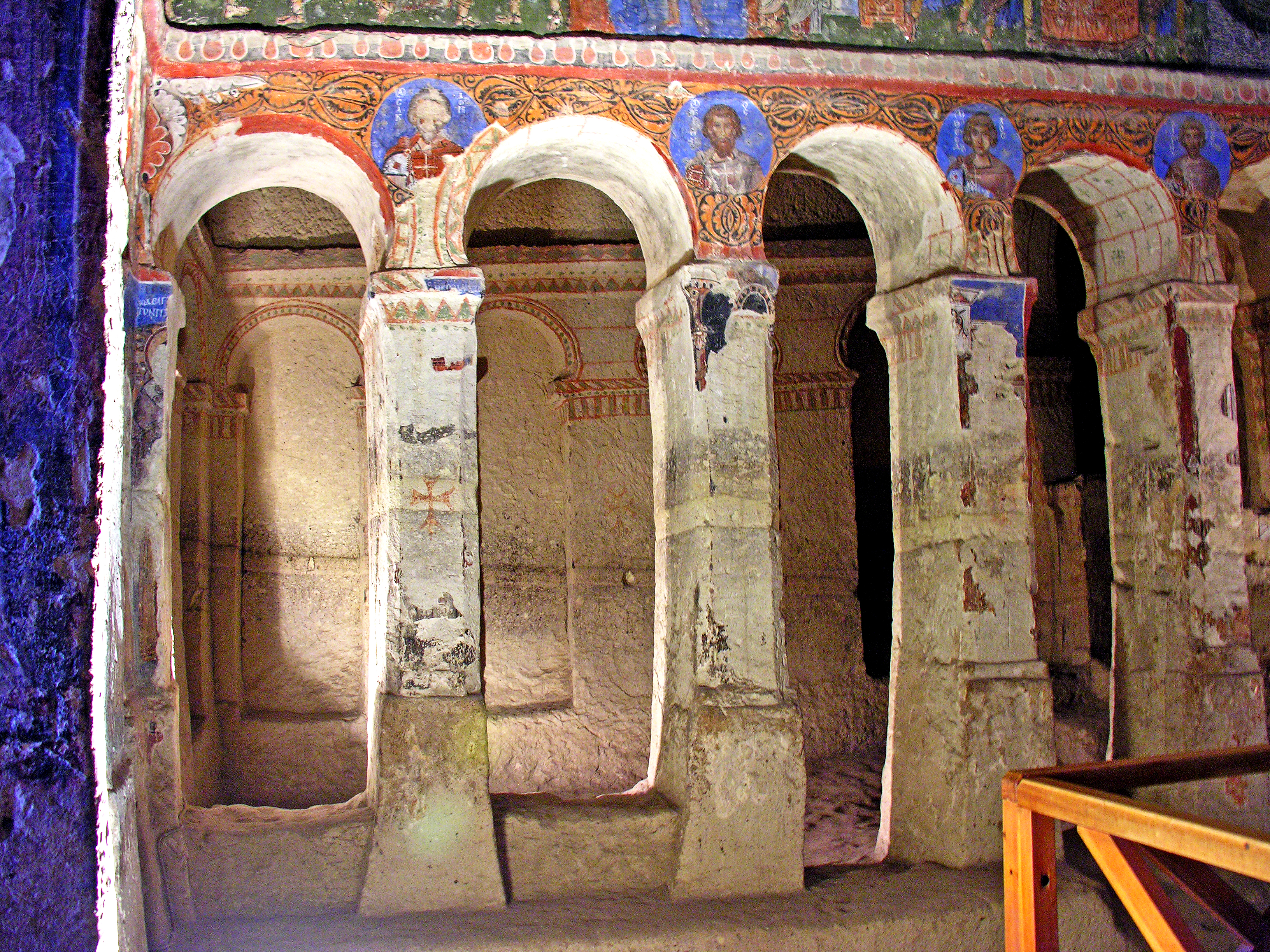
토칼리 킬리세("버클 교회") 내부 프레스코화.

### 튀르크 카파도키아
1071년 만지케르트 전투 이후, 셀주크 왕조의 지휘 아래 여러 튀르크족 씨족들이 아나톨리아에 정착하기 시작했다. 아나톨리아에서 튀르크 세력이 부상하면서 카파도키아는 동서쪽에 세워진 튀르크 국가들에 점차 조공을 바치는 지역이 되었고, 일부 원주민은 이슬람으로 개종했으며 나머지는 카파도키아 그리스인으로 남았다. 12세기 말까지 아나톨리아 셀주크 술탄국은 이 지역에 대한 유일한 지배권을 확립했다. 13세기 후반 콘야에 기반을 둔 셀주크 제국이 쇠퇴하고 멸망하면서, 그들은 카라만에 기반을 둔 카라만 후국과 그 다음 오스만 제국으로 이어지는 튀르크 통치 국가들에 의해 점차 대체되었다. 카파도키아는 1922년까지 오스만 제국의 일부로 남아 있다가 현대 튀르키예의 일부가 되었다.
근본적인 변화는 18세기 초 지역 출신 대와지르인 네브셰히르리 다마트 이브라힘 파샤에 의해 새로운 도시 중심지인 네브셰히르가 지역 수도 역할을 하도록 설립되면서 발생했으며, 이 역할은 오늘날까지도 계속되고 있다. 그동안 많은 전 카파도키아인들은 그리스 문자로 쓰인 튀르키예 방언(카라만어)으로 전환했고, 그리스어가 유지된 곳(실레, 카이세리 근처 마을, 파라사 마을 및 기타 인근 마을)에서는 주변 튀르키예어의 영향을 많이 받았다. 이 동로마 그리스어 방언은 카파도키아 그리스어로 알려져 있다. 1922년 튀르키예 건국 후, 여전히 카파도키아의 이슬람 이전 문화와 자신을 동일시했던 사람들은 떠나야 했기 때문에, 이 언어는 현재 소수의 후손들만이 사용하며, 대부분은 현대 그리스에 거주하고 있다.

## 관광

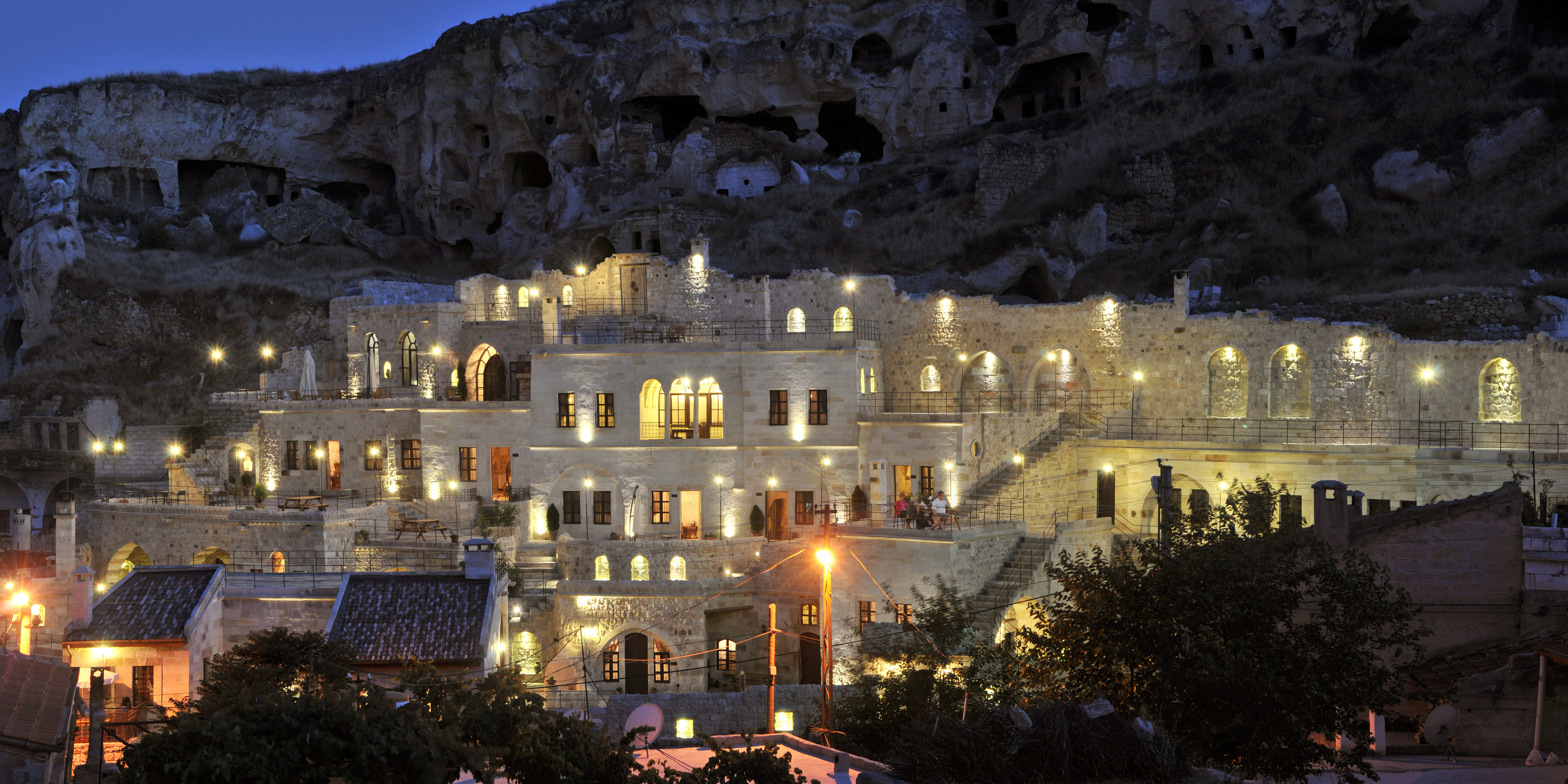
카파도키아는 전통적인 동굴 호텔로 유명하다.

이 지역은 독특한 지질학적, 역사적, 문화적, 종교적 특징을 지닌 많은 지역이 있어 인기 있는 관광지이다. 관광지로서의 카파도키아는 네브셰히르, 카이세리, 악사라이, 니데의 네 도시를 포함한다.
이 지역은 주요 도시인 카이세리의 남서쪽에 위치하며, 항공사와 철도 서비스가 앙카라와 이스탄불 및 다른 도시들로 연결된다.
카파도키아에서 가장 중요한 마을과 목적지는 위르귀프, 괴레메, 러브 밸리, 으흘랄라 계곡, 셀리메, 귀젤유르트, 위치사르, 아바노스 그리고 젤베이다.
마이오세 후기부터 플라이오세 시대에 해당하는 약 900만 년에서 300만 년 전 사이에 고대 화산에서 분출된 퇴적물과 호수 및 하천에서 형성된 퇴적암은 카파도키아 지역의 기반을 이룬다. 괴레메 근처 카파도키아의 암석은 수백 개의 인상적인 기둥과 미나레트와 같은 형태로 침식되었다. 카파도키아 지역 중심부의 마을 사람들은 화산 퇴적물의 부드러운 암석을 깎아 집, 교회, 수도원을 만들었다. 괴레메는 서기 300년에서 1200년 사이에 기독교 수도원 중심지가 되었다. 괴레메의 유수프 코치, 오르타하네, 두르무쉬 카디르, 베지르하네 교회와 우준데레, 바으을데레, 제미 계곡의 바위 안에 새겨진 집과 교회들은 모두 카파도키아가 초기 기독교 학습의 중심지였음을 증명하며, 따라서 순례지이다. 괴레메 야외 박물관은 카파도키아의 기독교 수도원 공동체 중 가장 많이 방문하는 곳(괴레메의 교회와 으흘랄라 계곡의 교회 참조)이며, 튀르키예 중부에서 가장 유명한 유적지 중 하나이다. 이 단지에는 9세기에서 11세기까지의 뛰어난 프레스코를 포함하는 30개 이상의 바위를 깎아 만든 교회와 채플이 있다.
카파도키아의 세 주요 성은 위치사르 성, 오르타히사르 성, 그리고 위르귀프 카디칼레(테멘니 테페)이다. 가장 많이 방문하는 지하도시로는 데린쿠유 지하도시, 카이마클리 지하도시, 가지에미르, 그리고 오즈코낙 지하도시가 있다. 관광객 숙박에 가장 좋은 역사적인 저택과 동굴집은 위르귀프, 괴레메, 귀젤유르트, 위치사르에 있다.
열기구는 카파도키아에서 매우 인기가 많으며 괴레메에서 이용할 수 있다. 트레킹은 으흘랄라 계곡, 수도원 계곡(귀젤유르트), 위르귀프 및 괴레메에서 행해진다.

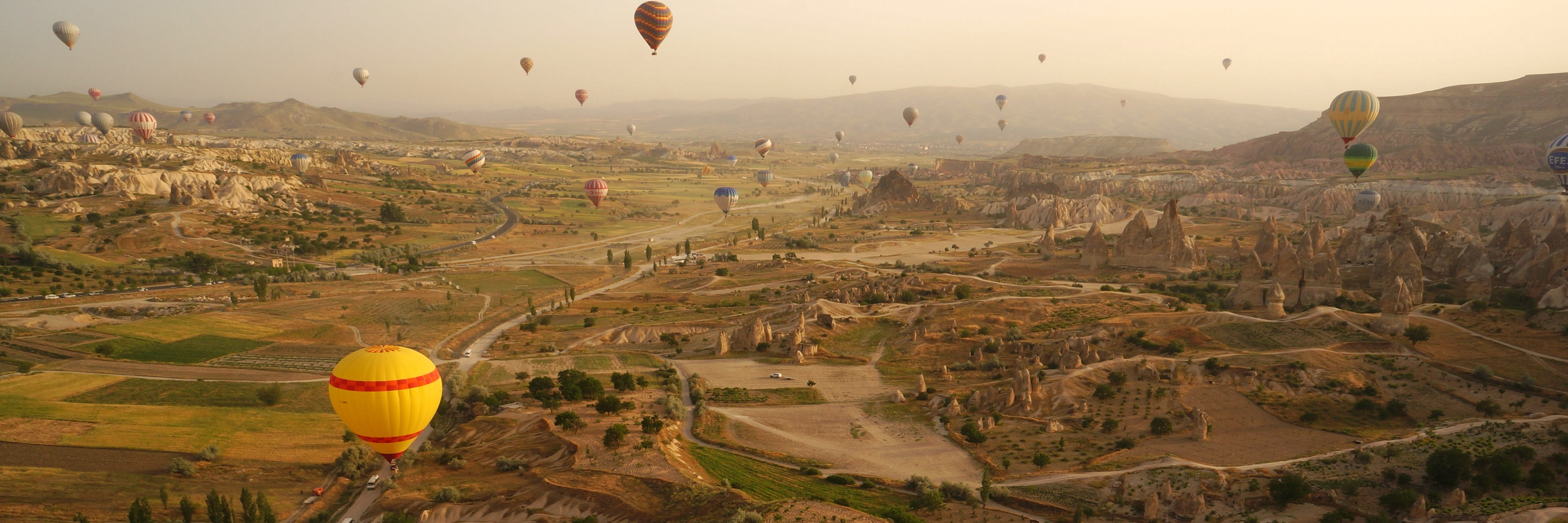
열기구

## 중피종
1975년, 카파도키아 중부의 세 작은 마을인 투즈쾨이, 카라인, 사르히디르에 대한 연구에서 중피종이 전체 사망자의 50%를 차지하는 것으로 밝혀졌다. 처음에는 이것이 석면과 유사한 특성을 가진 제올라이트 광물인 에리오나이트 때문으로 attributed되었으나, 상세한 역학 조사를 통해 이 물질이 광물 섬유 발암에 대한 유전적 소인이 있는 가족에게 주로 질병을 유발한다는 것이 밝혀졌다. 이 연구는 이 지역의 다른 부분으로 확대되고 있다.

## 미디어
이 지역은 지형 때문에 여러 영화에 등장했다. 1983년 이탈리아/프랑스/튀르키예 영화 미래에서 온 사나이 요르와 1985년의 랜드 오브 둠은 카파도키아에서 촬영되었다. 이 지역은 1989년 공상 과학 영화 슬립스트림에서 바람 숭배자들의 숭배지를 묘사하는 데 사용되었다. 2010년과 2011년 초, 영화 고스트 라이더: 복수의 화신도 카파도키아 지역에서 촬영되었다.
오테커의 두 번째 음반인 Amber는 이 지역의 요정 산 사진을 음반 표지로 사용했는데, 이는 컴퓨터 생성물이 아닌 유일한 음반 표지이다.
카파도키아의 겨울 풍경과 광활한 파노라마는 누리 빌게 제일란 감독의 2014년 영화 윈터 슬립에 두드러지게 나타나며, 이 영화는 2014년 칸 영화제에서 황금종려상을 수상했다.
2011년 비디오 게임 어쌔신 크리드: 리벨레이션에서는 이 도시가 주요 장소로 등장한다. 주인공 에지오 아디토레가 비잔틴 템플 기사단과 그들의 작전을 저지하고 마누엘 팔라이올로고스를 죽이며 마지막 마시아프 열쇠를 되찾기 위해 이곳으로 여행한다.

## 스포츠
2012년부터 매년 7월에 멀티데이 육상 경기 사막 컨셉의 런파이어 카파도키아 울트라마라톤이 개최된다. 이 경기는 카파도키아 여러 지역을 거쳐 244 km (152 mi)를 6일 동안 돌며 투즈호까지 이른다. 2016년 9월 9일부터 9월 13일까지 처음으로 튀르키예 대통령 자전거 투어가 카파도키아에서 열렸으며, 전 세계 300명 이상의 사이클리스트가 참가했다.

## 같이 보기
- 아마세이아
- 아나톨리아의 고대 지역
- 카파도키아 교부
- 아케메네스 치하의 카파도키아
- 칸도반, 이란
- 곤드라니, 파키스탄
- 흔조레스크, 아르메니아
- 시우니크 (역사적 지역)
- 현장 거대 조각 목록
- 그리스 전통 지명 목록
- 모키소스
- 튀르키예의 관광